# Robert Dowland
Robert Dowland (khoảng 1591-1641) là một nghệ sĩ đàn luýt và là nhà soạn nhạc người Anh. Ông là con trai của nghệ sĩ đàn luýt và nhà soạn nhạc John Dowland.
Ông đã xuất bản hai bộ sưu tập âm nhạc, một là A Varietie of Lute Lessons và bộ còn lại là A Musical Banquet (một hợp tuyển tác phẩm của các nhà soạn nhạc, bao gồm cha ông). Năm 1626, cha ông qua đời và ông nối nghiệp làm nghệ sĩ đàn luýt của hoàng gia.